# Mont-Saint-Martin (Aisne)
Mont-Saint-Martin település Franciaországban, Aisne megyében. Lakosainak száma 70 fő (2022. január 1.). Mont-Saint-Martin Chéry-Chartreuve, Dravegny, Ville-Savoye, Fismes, Mont-sur-Courville, Saint-Gilles és Bazoches-et-Saint-Thibaut községekkel határos.

## Népesség
A település népességének változása:
| Lakosok száma | 71   | 56   | 37   | 51   | 82   | 77   | 74   | 72   | 71   | 70   |
|               | 1968 | 1982 | 1990 | 2006 | 2013 | 2015 | 2017 | 2019 | 2020 | 2022 |